# Der Weg alles Fleisches
Der 1903 unter dem Originaltitel „The Way of All Flesh“ postum erschienene Roman des britischen Schriftstellers Samuel Butler erzählt aus der Ich-Erzählsituation des Pfarrersohns Overton die Geschichte von Overtons Patenkind Ernest Pontifex, mit dem sich der Autor autobiographisch porträtiert.
Der Roman stellt eine Kritik an der viktorianischen Gesellschaft, allgemeiner aber auch eine Kritik des vom Autor erlebten Umgangs von Eltern mit ihren Kindern dar. Er wurde 1998 von einer Jury auf die Liste der 100 besten englischsprachigen Romane gewählt.

## Handlung

### Familiäre Vorgeschichte
Der Roman beginnt mit Ernests Urgroßeltern Mr. und Mrs. Pontifex. Der alte Mr. Pontifex wird als gutmütig beschrieben. Er ist Zimmermann in der Pfarrei Paleham, hat selbst zwei Orgeln gebaut und sich das Orgelspiel beigebracht. Gemeinsam mit seiner Frau ermöglicht er seinem 1765 geborenen einzigen Sohn George Bildung und sozialen Aufstieg. George Pontifex steigt in das Verlagshaus seiner kinderlosen Verwandten Mr. und Mrs. Fairlie ein und wird Inhaber des Verlagshauses. Er bekommt mit seiner Frau fünf Kinder, Elisa, Maria, John, Theobald und Alethea.

George Pontifex liebt sein Geld mehr als seine Kinder. Er prügelt seine Söhne mehrmals wöchentlich – was allerdings als normal beschrieben wird: 

„Mr Pontifex may have been a little sterner with his children than some of his neighbours, but not much. He thrashed his boys two or three times a week and some weeks a good deal oftener, but in those days fathers were always thrashing their boys.“

 Er spielt die Söhne gegeneinander aus und verletzt insbesondere Theobald mit Drohungen und Hohn (Kapitel 7). Der Ich-Erzähler Overton kennt die Pontifex-Kinder aus Paleham und studiert später zusammen mit Theobald, der sich mit der Pfarrerstochter Christina Allaby verlobt. Auf Wunsch seines Vaters, dem er sich nie zu widersetzen wagt, und gegen seinen eigenen Wunsch wird Theobald Geistlicher, erhält die gut dotierte Pfarre Battersby und heiratet Christina im Juli 1831.

### Der Weg des Protagonisten Ernest Pontifex
Theobald bekommt mit Christina 1835 – dem Geburtsjahr des Autors – seinen ersten Sohn Ernest. Diesem ersten Enkel vermacht George Pontifex ein  Legat von 5000 Pfund (Kapitel 17), das George jedoch aus dem für Theobald vorgesehenen Erbteil abzieht. Theobald und Christina bekommen einen zweiten Sohn Joey und eine Tochter Charlotte. Beide Söhne schlägt Theobald, wie zuvor sein Vater ihn, regelmäßig und selbst für nichtige Anlässe. Christina hingegen ergeht sich in eitlen Wachträumen von gesellschaftlichem Aufstieg und Eigenlob für ihren religiösen Eifer. Der Ich-Erzähler Overton erlebt die Erziehung als Pate des älteren Sohnes Ernest aus nächster Nähe mit und urteilt darüber zugleich abgestoßen und nachsichtig: 

„Poor people! They had tried to keep their ignorance of the world from themselves by calling it the pursuit of heavenly things, and then shutting their eyes to anything that might give them trouble. A son having been born to them they had shut his eyes also as far as was practicable. Who could blame them? They had chapter and verse for everything they had either done or left undone; there is no better thumbed precedent than that for being a clergyman and a clergyman's wife.“

Mit 12 Jahren wird Ernest auf die Schule des Dr. Skinner nach Roughborough geschickt (Kapitel 27/28). Als Ernest knapp 14 Jahre alt ist, beginnt seine wohlhabende Tante Alethea sich um ihn zu kümmern. Insbesondere verbindet beide ihre Liebe zu guter Musik. Alethea zieht von London nach Roughborough, umgarnt Mitschüler und Lehrer und animiert Ernest zum Bau einer Orgel, für die sie ihn mit Werkzeug und Material ausstattet. 1850 erkrankt Alethea jedoch an Typhus. Sie setzt Overton zum Schein als Erben ein, der tatsächliche Erbe soll Ernest werden, jedoch erst zu seinem 28. Geburtstag, also 1863, was nur Overton und Aletheas Anwalt wissen. Sie sieht voraus, dass Ernest bis dahin noch einige Dummheiten begehen und das ihm zur Verfügung stehende Geld mehr oder weniger verlieren wird und stirbt bald darauf (Kapitel 35). Den Weiterbau der Orgel unterbindet Theobald.
Schon als Kind von Theobald zu einem Leben als Geistlicher bestimmt, wird Ernest von ihm nach der Schule in Cambridge immatrikuliert (Kapitel 45). Gegen Ende seines Studiums entwickelt Ernest zunächst unter dem Einfluss des Predigers Hawke ultra-evangelikale Ansichten, wird im Herbst 1858 im Alter von 23 Jahren ordiniert, geht als Kurat nach London und gerät unter den Einfluss des  hochkirchlich gesinnten anderen Kuraten der Pfarrei, Pryer. Gemeinsam mit Pryer verfolgt Ernest dessen Idee, ein Seminar für Seelenpathologie einzurichten. Hierfür spekulieren die beiden zunächst gemeinsam mit Ernests Vermögen an der Börse, nach zwei Fehlentscheidungen Ernests überlässt er die Anlage seines Geldes Pryer allein (Kapitel 55).

Mangels anderer Wirkmöglichkeiten will Ernest nun seine Nachbarn zur anglikanischen Kirche bekehren. Sie erweisen sich jedoch jeweils als überlegen: Während Ernest unter dem Einfluss seiner Nachbarn Mr. und Mrs. Baxter zunächst kurz Positives im Methodismus entdeckt (Kapitel 58), erweist sich der  freidenkerische Kesselflicker Shaw als genauerer Kenner der Evangelien als Ernest, der sich gedemütigt zurückzieht. Derweil hat Pryer Ernests Geld verspekuliert und verschwindet daraufhin dauerhaft (Kapitel 59). In Ernests noch religiös motivierten Besuch bei der Prostituierten Miss Snow mischt sich die Begierde, Ernest wird aber von seinem ehemaligen Kommilitonen Towneley gestört und versucht sein Glück bei der anderen jungen Frau im gleichen Mietshaus, Miss Maitland, die er aufgrund der Verleumdung der Mrs. Baxter zu Unrecht ebenfalls für eine Prostituierte hält (Kapitel 60). Die von seinem Auftreten völlig verschreckte Miss Maitland lässt Ernest verhaften. Er wird zu sechs Monaten Zuchthaus verurteilt, woraufhin sich seine Eltern von ihm lossagen:

„"I will have nothing more to do with him," he exclaimed promptly, "I will never see his face again; do not let him write either to me or to his mother; we know of no such person. Tell him you have seen me, and that from this day forward I shall put him out of my mind as though he had never been born. I have been a good father to him, and his mother idolised him; selfishness and ingratitude have been the only return we have ever had from him; my hope henceforth must be in my remaining children."“

Dennoch wollen seine Eltern Ernest unter Vorwürfen vom Gefängnis abholen, was Ernest rechtzeitig erfährt. Dies ist der endgültige Wendepunkt in der Beziehung zu seinen Eltern: Nach einer kurzen Begegnung verlässt er das Gefängnis ohne sie (Kapitel 69).
Nach seiner Freilassung ist Ernest mittellos und muss seinen Traum der Auswanderung und des Kaufs einer Farm aufgeben. Auf dem Weg zu seiner früheren Vermieterin spricht ihn das wegen einer Schwangerschaft von seinen Eltern entlassene ehemalige Dienstmädchen Ellen an. Sie tun sich zusammen, und Ernest heiratet Ellen nach kurzer Zeit.  Aufgrund seiner Vorstrafe kann er auch nicht mehr als Geistlicher tätig sein, er hat aber im Zuchthaus das Schneiderhandwerk erlernt und baut mit Ellen in einem heruntergekommenen Haus einen Altwarenhandel auf, dessen Hauptgeschäft im Verkauf aufgearbeiteter Kleider besteht. Trotz eines gewissen Erfolgs und privaten Glücks scheitert Ernest auch auf diesem Weg, weil Ellen schon lange vor der Heirat mit Ernest der Trunksucht verfallen ist und die Einkünfte des Paars in Alkohol umsetzt, was Ernest zunächst nicht durchschaut. Im Kampf gegen den wirtschaftlichen Abstieg stellt sich heraus, dass die Ehe mit Ellen trotz der beiden gemeinsamen Kinder ungültig ist, weil sie zuvor bereits den ehemaligen Kutscher von Ernests Eltern geheiratet hatte (Kapitel 76/77).

Seine durch diese Erkenntnis unehelich geborenen Kinder gibt Ernest in eine Pflegefamilie, weil er überzeugt ist, trotz guter Vorsätze ein ebenso schlechter Vater zu sein wie sein Vater Theobald und sein Großvater George:

„""I shall be just as unkind to my children," he said, "as my grandfather was to my father, or my father to me. If they did not succeed in making their children love them, neither shall I. I say to myself that I should like to do so, but so did they."“

Der Ich-Erzähler Overton beschäftigt Ernest von nun an als Buchhalter, wobei Ernest ohne sein Wissen zu einem Großteil sein eigenes Vermögen verwaltet. Die Erbschaft von Alethea eröffnet Overton Ernest zu seinem 28. Geburtstag 1863 (Kapitel 81), wodurch er zum ersten Mal im Leben Unabhängigkeit erlangt. Als seine Mutter Christina im Sterben liegt, kehrt Ernest noch einmal in sein Elternhaus zurück. Anschließend reist er und genießt mehrere Jahre das Leben, bevor er sich mit 32 Jahren der Schriftstellerei widmet und schließlich Erfolg hat.
Immer wieder klingt während der Erzählung an, dass Overton mit Ernests Wissen über ihn schreiben will und hierzu auch originale Briefe sammelt oder von Ernest zur Verfügung gestellt bekommt, sodass der Roman auch als sein eigener Gegenstand aufgegriffen wird.

## Deutscher Titel
Samuel Butlers Roman wurde dreimal ins Deutsche übersetzt. Bei den ersten beiden Übersetzungen von 1929 und 1946 wurde der Titel mit „Der Weg alles Fleisches“ übertragen, bei der dritten Übersetzung von 1960 mit „Der Weg allen Fleisches“.